# Polinomis de Rogers
En matemàtiques, el Polinomis de Rogers, també anomenats polinomis de Rogers–Askey–Ismail i polinomis continus q-ultraesfèrics, són una família de polinomis ortogonals introduïts pel matemàtic Leonard James Rogers en el curs del seu treball sobre les Identitats de Rogers-Ramanujan. Són q-anàlegs dels polinomis ultraesfèrics, i corresponen als polinomis de Macdonald per al cas especial d'un sistema d'arrel afina A1.
Askey & Ismail (1983) i Gasper & Rahman (2004) han discutit les propietats dels polinomis de Rogers en detall.
Els polinomis de Rogers poden ser definits en termes del símbol q-Pochhammer i de la sèrie hipergeomètrica bàsica, comː
{\displaystyle C_{n}(x;\beta |q)={\frac {(\beta ;q)_{n}}{(q;q)_{n}}}e^{in\theta }{}_{2}\phi _{1}(q^{-n},\beta ;\beta ^{-1}q^{1-n};q,q\beta ^{-1}e^{-2i\theta })}
On x = cos(θ).